# A Vida Sonhada dos Anjos
La Vie rêvée des anges (bra/prt: A Vida Sonhada dos Anjos) é um filme francês de 1998, dirigido por Erick Zonca.

## Prêmios e indicações
| Prêmio/evento           | Categoria                        | Recipiente         | Resultado |
| ----------------------- | -------------------------------- | ------------------ | --------- |
| César 1999              | Melhor filme                     | Erick Zonca (dir.) | Venceu    |
| César 1999              | Melhor atriz                     | Élodie Bouchez     | Venceu    |
| César 1999              | Atriz revelação                  | Natacha Régnier    | Venceu    |
| Festival de Cannes 1998 | Prêmio de interpretação feminina | Élodie Bouchez     | Venceu    |
| Festival de Cannes 1998 | Prêmio de interpretação feminina | Natacha Régnier    | Venceu    |
| Festival de Cannes 1998 | Palma de Ouro (melhor filme)     | Erick Zonca (dir.) | Indicado  |

## Sinopse
O filme conta a história da amizade entre as jovens Marie e Isabelle, que se conhecem num ateliê de costura e logo vão morar juntas no apartamento alugado de uma mãe que, com seu filho, sofreram um acidente automobilístico e estão em coma no hospital. Enquanto Marie se apaixona por um jovem rico, Isa começa a visitar o menino em coma e a ler para ele. Quando Marie começa a ficar obcecada pelo rapaz, Isa tenta abrir-lhe os olhos, e a situação, que já era complicada, piora quando elas são despejadas.